# EU-Alert
EU-Alert est le terme générique désignant le service européen public d'alerte par diffusion cellulaire pour informer un public concerné par un cas d'urgence ou d'une catastrophe majeure.

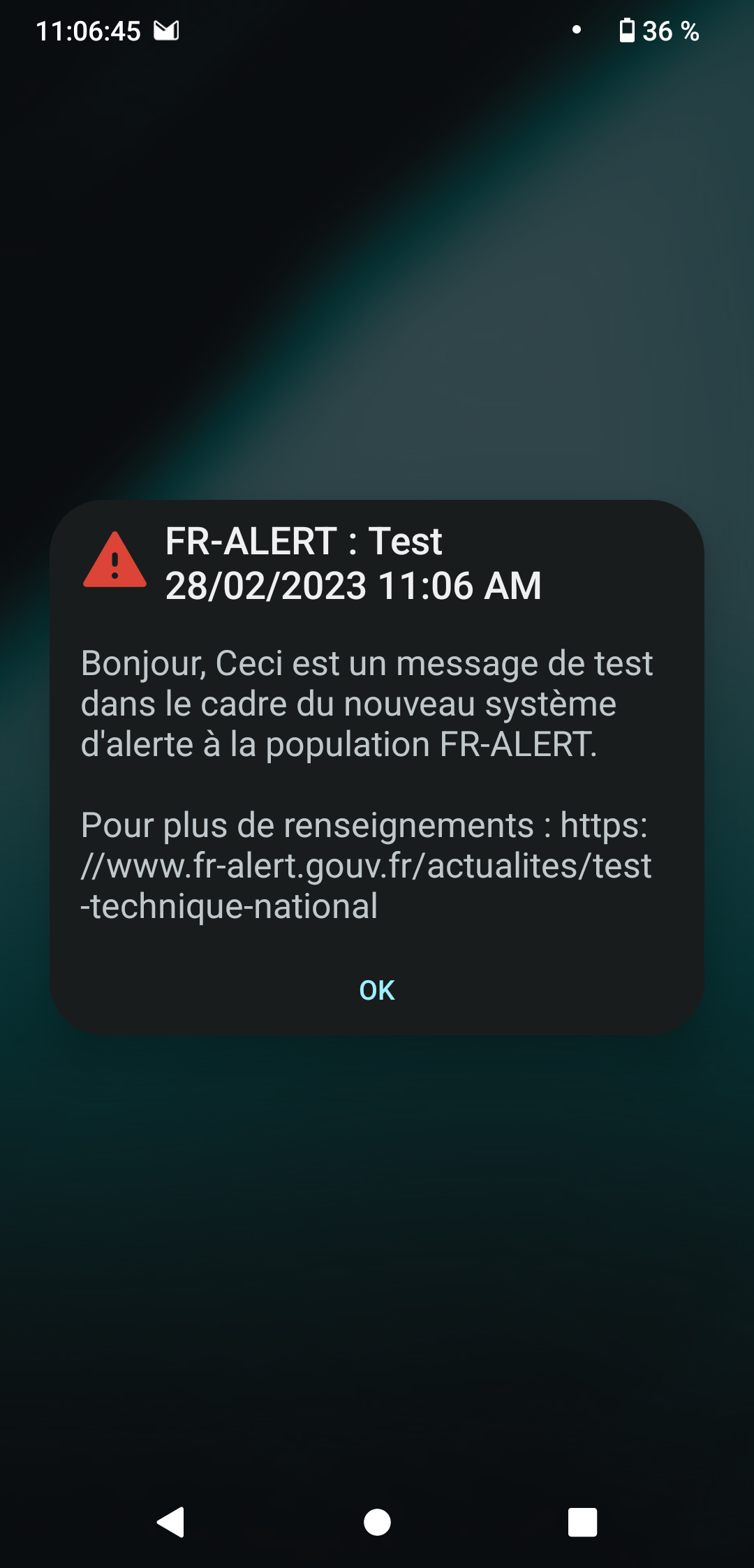
Message d'alerte d'exercice diffusé sur un téléphone Android.

Son cahier des charges a été défini par l'Institut européen des normes de télécommunications (ETSI) et forme une des réponses à la l'adoption de la directive européenne établissant le Code des communications électroniques européen dans laquelle les États membres sont tenus de mettre en place des systèmes d'alerte opérationnels. Leur efficacité est mesurée avec des indicateurs fournis par l'Organe des régulateurs européens des communications électroniques (ORECE).

## Élaboration législative et conceptualisation
Le système public d’alerte européen voit le jour avec la directive européenne 2018/1972 du Parlement européen et du Conseil du 11 décembre 2018 qui établit le Code européen des communications électroniques. Celle-ci contient l'article 110 prévoyant que chaque État membre dispose d'un système d'alerte informant le public d'urgences majeures ou de catastrophes imminentes au plus tard le 21 juin 2022 ; sans préciser la technologie sous-adjacente.
L'Organe des régulateurs européens des communications électroniques est chargé par la directive de publier les lignes directrices permettant d'évaluer l'efficacité des systèmes d'alerte au public par différents moyens techniques. L'Institut européen des normes de télécommunications dans son rôle d'organisation européenne soutenant les politiques et législations de l'union par l'élaboration de normes définit un système d'alerte européen avec la technologie de diffusion cellulaire. 
Si l'élaboration d'un tel système est sujet aux exigences des politiques et réglementations publiques nationales, l'objectif est de traiter au niveau européen les problématiques techniques qui peuvent l'être afin de garantir un accès et des services d'alertes harmonisés en Europe.

Statut d'implémentation du système EU-Alert (novembre 2024) Vert foncé: Alerte cellulaire en service, vert clair: en cours d'implémentation, Bleu: Location-Based-SMS (LB-SMS), Cyan: LB-SMS en cours de transition vers l'alerte cellulaire.